# ベムベムハンターこてんぐテン丸
『ベムベムハンターこてんぐテン丸』（ベムベムハンターこてんぐテンまる）は、かぶと虫太郎による日本の漫画作品、およびそれを原作とするテレビアニメである。

## 概要
自分の不注意から人間界に逃げ込んだ百八匹の妖怪を退治しようとする、子天狗テン丸の活躍を描いた作品。「人間界に逃げ込んだ妖怪を、妖怪の国の王族の子供が退治する」という筋書きで物語が展開する。
原作漫画は、1982年から1984年まで講談社の『コミックボンボン』に連載。連載開始時のタイトルは『ベムベムハンター』で、テレビアニメ版の放送開始に合わせて改題された。

## ストーリー
人間界の裏側にある妖怪の国。この国を治める天狗大王の独り息子、子天狗テン丸は年に一度の妖怪祭りの晩に子ガラス天狗のクロを連れ、入る事を禁じられている「おそれ山」に侵入した。そこへ可愛い女の子の妖怪が現れる。実はこの山は百八匹の凶悪妖怪を閉じ込めた妖怪国の刑務所で、女の子の妖怪もその内の一匹であった。テン丸は女の子の妖怪に騙されて凶悪妖怪たちの封印を解いてしまう。百八匹の妖怪たちは祭りに沸く妖怪の国で一暴れした後、人間世界へ逃げ込んでしまった。
テン丸のイタズラに怒った天狗大王はテン丸の鼻を折り、百八匹の妖怪を退治するように命じた。そして妖怪退治の七つ道具を与え、クロに供を命じてテン丸を旅立たせた。こうしてテン丸と、大魔王ベムラー率いる百八匹の妖怪たちとの戦いが始まったのである。

## 登場人物

### 妖怪王国
鞍馬テン丸
声 - 藤田淑子
原作での当初の名前はテン坊。天狗大王の子供であるが、人間界に来る前に天狗大王に鼻を折られたため、一般的に言われる天狗と異なり鼻は低い。大飯喰らいで食べることに目が無く、その凄さは一度眠ると耳のそばで大声を出されても、足の裏をくすぐられても決して起きないが、「ご飯」の一言で飛び起きるほど。力が強く肉体派で、クロとコンビを組むことでようやく一人前である。年齢は555歳ながら、妖怪としてはまだ半人前の子供。最終回にて小学校を卒業していないことが明らかとなる。
クロ
声 - 松島みのり
テン丸の子分的な存在である烏天狗。大王の命でテン丸の監視役として人間界に来た。飛行能力以外これといった妖力は無いが、「妖怪辞典」を携帯している。肉体派のテン丸に対し頭脳派として活躍する。「〜でガス」が口癖。最終回にてテン丸が小学校を卒業していないことが明かすが、当人も幼稚園を卒園していない。
アニメではテン丸との掛け合いが多くなる。
天狗大王
声 - 柴田秀勝
テン丸の父にして、妖怪王国の王である天狗。
アニメでは、彼が108匹の妖怪を400年前に封印したことになっている（原作では、それを行ったのは大王の父にしてテン丸の祖父）。
天狗ママ
声 - 坪井章子
テン丸の母にして大王の妻。天狗というより天女のような外見で、体に付けている「チェンジリボン」という羽衣で人間態に変身し、時々人間界に来ることがある。人間の感覚から見るとその容姿はかなりの美人なのだが、テン丸曰く天狗の世界ではいわゆる「鼻ペチャ」でブスであるとのこと。

### 人間
ヨーコ
声 - 安田あきえ
テン丸が人間界で初めて出会った美少女。テン丸たちの最大の理解者である。両親は既に亡く、祖母に引き取られている。

がんばり入道
声 - 大竹宏
テン丸一行やヨーコが住む古いアパート「つぶれ荘」の2階に住む、悪ガキトリオのリーダー格。
ぼろかっぱ
声 - 千葉繁
悪ガキトリオの一人。長身で河童のような頭。
油すまし
声 - 鈴木清信
悪ガキトリオの一人。スキンヘッドで小柄であり、知恵袋的な存在である。
おばあちゃん
声 - 鈴木れい子
ヨーコの祖母にして、古アパート「つぶれ荘」の管理人。年齢は87歳。砂かけババアそっくりな容姿で来客を脅かすのが趣味。

松坂先生
声 - 舛田紀子、飯塚はる美
ヨーコや悪ガキトリオが通う「もののけ小学校」の女教師。美人でテン丸やトリオは元より、ヨーコら女生徒からも人気がある。
アニメでは準レギュラー格であるが、原作では第7話しか登場していない。

### その他
ニーナ
声 - TARAKO
天狗に次ぐ「竜神族」の王女にして、テン丸のフィアンセ。テン丸を追って人間界に来た。感情が高ぶると何もない空間に爆発を起こす能力（通称・ニーナちゃんボム）をもつ。本来は「念爆」と呼ばれる強力な能力だが、本人に悪意が無く自覚して使ったことがないため痛がる程度の威力しか出ない。
原作ではラスト近く、妖怪軍団の親玉・大魔王ベムラーと、その妻・魔女リリアンの遺児であった事が判明する。その昔妖怪たちが封印される際、リリアンは5個の卵を「腐らせまい」と自ら壊したのだが、1個だけが割れないまま残り、それを拾った大王は、当時子供が無かった「竜神族」国王夫妻に与え、「竜神族」夫妻は長い年月をかけて卵を孵化させ、「竜神族」の王女として君臨させたのであった。だが、ニーナにしてみれば両親（特に母親はオカメのようなおばさん）にも（自分より後に生まれた）兄弟にも似ておらず、なにより一族の証でもある角がないこともあって疎外感を感じていた。
大首爺さん
竜神族の老人でニーナのお目付け役。凄まじい石頭で妖力を込めるとダイヤモンド並みの硬度になる。妖怪王国でも有名な発明家で、お湯を入れるとできる通信機や研究所を持っている。
大魔王ベムラー
108の妖怪軍団の親玉。「悪の心」が固まってできた存在で、悪意のない「良心」に触れるとダメージを負う体質。そのため、リリアンとの間に生まれた娘・ニーナによって滅ぼされた。
魔女リリアン
ベムラーの妻である妖艶な美女。ニーナと同じ「金色の血」を持っており、自身が母親であることを明かす。爆撃並みの念爆を使う。最期は妖怪軍団の家来たちの裏切りに会い惨殺される。

## テン丸の装備
「ライトサーベル / マジックサーベル」を装備した仕込み杖以外は、全て大王から与えられた装備。
ライトサーベル / マジックサーベル（アニメ）
テン丸が持つ仕込み杖は鞘を抜くと刀となる。主に止めの時に使用。神通力を注入すると、刃が伸びて強力になる。
頭襟探知機
頭に装着している頭襟で、近くに妖怪が居ると反応し、光と音で知らせる。
天狗うちわ
一仰ぎで突風を起こす葉団扇。雷を起こしたり、豪雨を降らせる事も出来る。
反重力下駄
木の枝や天井にも逆さに止まれる下駄。
かくれ布
着ると姿が見えなくなる布。
ひょうたんバイク
テン丸が移動用に使う、ヒョウタン型の空飛ぶ乗り物。普段は縮小してテン丸の腰に着けているが、口から息を吹き込むと元の大きさに戻る。ただし飛行速度は、最高でも時速50キロメートル（大王曰く「安全のため」）。動力源は「天狗万能水」。
原作後半では大首爺さんの手で「ひょうたんロボ」に変形する改造がされたが、こちらの形態時はゼンマイ動力。
デチョンパ
アニメのみの装備。テン丸の腕に着けている通信機で、妖怪王国と人間界の通信が可能。表面には大王を模した顔が取り付けられており、言うことを聞かないと鼻が伸びてテン丸を叩く。原典は提供スポンサーのバンダイが、当時発売していた腕時計兼用玩具。

## 単行本
講談社がコミックスボンボン（ボンボンKC）レーベルで発売。全3巻。ただし、ラスト4話分は単行本に収録されていない。

## テレビアニメ
1983年5月26日から同年10月27日までフジテレビおよびその系列局で放送。全19話。放送時間は毎週木曜 19:00 - 19:30 （日本標準時）。
原作漫画は大魔王ベムラーとの最終決戦まで描かれて完結しているが、アニメは未完に終わった。

### スタッフ
- 企画 - 土屋登喜蔵（フジテレビ）、籏野義文（東映動画）
- 原作 - かぶと虫太郎「コミックボンボン」連載
- 音楽 - 筒井広志
- キャラクターデザイン - 鈴木欽一郎
- 美術デザイン - 坂本信人
- シリーズディレクター - 設楽博
- 製作プロデューサー - 横井三郎
- 製作担当 - 関口孝治
- 特殊効果 - 平尾千秋、谷藤薫児、浜桂太郎、中島正之
- 撮影 - 佐藤隆郎、菅谷英夫
- 編集 - 望月徹
- 録音 - 田中英行
- 効果 - 横山正和（E&M）
- 選曲 - 宮下滋（ビモス）
- 演出助手 - 梅澤淳稔、佐藤順一、山寺昭夫
- 製作進行 - 関口孝治、小坂春女、佐藤順一
- 記録 - 池田紀代子 → 樋口裕子
- 現像 - 東映化学
- 制作 - フジテレビ、東映

以上の表記と表記内容はフィルムクレジットに基づく。

### 主題歌
オープニングテーマ - 「おいらテン丸」
作詞 - 冬杜花代子 / 作曲 - 小林亜星 / 編曲 - 高田弘 / 歌 - 藤田淑子
エンディングテーマ - 「うちの親分」
作詞 - 冬杜花代子 / 作曲 - 小林亜星 / 編曲 - 高田弘 / 歌 - 松島みのり、藤田淑子
レコード - コロムビアレコード

### イメージソング
「空は青いぜ」
作詞 - 高田ひろお / 作曲 - 小林亜星 / 編曲 - いちひさし / 歌 - 藤田淑子
「テン丸音頭」
作詞 - 丘灯至夫 / 作曲 - 小林亜星 / 編曲 - 筒井広志 / 歌 - 藤田淑子、こおろぎ'73
「テン丸の子守唄」
作詞 - 丘灯至夫 / 作曲 - 小林亜星 / 編曲 - 筒井広志 / 歌 - 奈々瀬ひとみ
「トリオ・ザ・つぶれ」
作詞 - 冬杜花代子 / 作曲 - くぎ哲朗 / 編曲 - いちひさし / 歌 - こおろぎ'73
「ははは ひひひ 妖怪だ」
作詞 - 高田ひろお / 作編曲 - 筒井広志 / 歌 - こおろぎ'73
「妖怪サンバ」
作詞 - 冬杜花代子 / 作曲 - 小林亜星 / 編曲 - 筒井広志 / 歌 - 滝口順平、こおろぎ'73

### 各話リスト
| 話 | サブタイトル                 | 放送日         | 脚本         | 演出     | 作画監督   | 美術       |
| -- | ---------------------------- | -------------- | ------------ | -------- | ---------- | ---------- |
| 1  | ようかいたいじ出発進行！     | 1983年 5月26日 | 山崎忠昭     | 設楽博   | アベ正己   | 坂本信人   |
| 2  | ようかいカブレガマ           | 6月2日         | 山崎忠昭     | 遠藤勇二 | 小松原一男 | 坂本信人   |
| 3  | なめくじようかいナメナメ     | 6月16日        | 酒井あきよし | 笠井由勝 | 及川博史   | 坂本信人   |
| 4  | うおんちっと！ようかいトリオ | 6月30日        | 山崎忠昭     | 白土武   | 白土武     | 飯島久美子 |
| 5  | テルテルぼうずは雨がすき？   | 7月7日         | 酒井あきよし | 設楽博   | 小松原一男 | 坂本信人   |
| 6  | ようかいスイトルゾ           | 7月14日        | 田口勝彦     | 山本寛巳 | 白土武     | 赤保谷則子 |
| 7  | ようかいジャングル・ルーツ   | 7月21日        | 山崎忠昭     | 遠藤勇二 | 及川博史   | 坂本信人   |
| 8  | つぶせ！ようかいナマズ城     | 7月28日        | 山崎忠昭     | 設楽博   | 尾鷲英俊   | 金川文美   |
| 9  | カイカイカイの海水浴         | 8月4日         | 酒井あきよし | 白土武   | 白土武     | 飯島久美子 |
| 10 | ばけスイカ・おいしいぞ！     | 8月11日        | 田口勝彦     | 設楽博   | 小松原一男 | 坂本信人   |
| 11 | ようかいタイフーン兄弟       | 8月18日        | 酒井あきよし | 山本寛巳 | 白土武     | 赤保谷則子 |
| 12 | 子連れようかい死神           | 9月1日         | 田口勝彦     | 遠藤勇二 | 及川博史   | 坂本信人   |
| 13 | 絵かきようかい・かくぞう     | 9月8日         | 安藤豊弘     | 笠井由勝 | 小松原一男 | 坂本信人   |
| 14 | 大ぐらいもほどほどに         | 9月15日        | 山浦弘靖     | 白土武   | 白土武     | 飯島久美子 |
| 15 | 人形にされたヨーコちゃん     | 9月29日        | 安藤豊弘     | 梅澤淳稔 | 青山充     | 坂本信人   |
| 16 | ニーナちゃんがやってきた！   | 10月6日        | 酒井あきよし | 設楽博   | 尾鷲英俊   | 坂本信人   |
| 17 | ハイキングおばけだ城         | 10月13日       | 酒井あきよし | 遠藤勇二 | 白土武     | 中山恭子   |
| 18 | 倒せ！妖怪グータラ           | 10月20日       | 安藤豊弘     | 佐藤順一 | 及川博史   | 倉持智恵子 |
| 19 | 赤いキツネと木七先生         | 10月27日       | 酒井あきよし | 設楽博   | 尾鷲英俊   | 金川文美   |

### 放送局
テレビ山梨・テレビ高知を除く放送日時は個別に出典が提示されているものを除き、1983年9月中旬 - 10月上旬のものとする。
| 放送期間                                    | 放送時間                              | 放送局         | 対象地域       | 備考   |
| ------------------------------------------- | ------------------------------------- | -------------- | -------------- | ------ |
| 1983年5月26日 - 10月27日                    | 木曜 19:00 - 19:30                    | フジテレビ     | 関東広域圏     | 製作局 |
|                                             |                                       | 北海道文化放送 | 北海道         |        |
|                                             |                                       | 仙台放送       | 宮城県         | [ 3 ]  |
|                                             |                                       | 富山テレビ     | 富山県         | [ 4 ]  |
|                                             |                                       | 石川テレビ     | 石川県         | [ 4 ]  |
|                                             |                                       | 福井テレビ     | 福井県         | [ 4 ]  |
|                                             |                                       | 長野放送       | 長野県         |        |
|                                             |                                       | テレビ静岡     | 静岡県         |        |
|                                             |                                       | 東海テレビ     | 中京広域圏     |        |
|                                             |                                       | 関西テレビ     | 近畿広域圏     |        |
|                                             |                                       | 山陰中央テレビ | 鳥取県・島根県 |        |
|                                             |                                       | テレビ岡山     | 岡山県・香川県 |        |
|                                             |                                       | テレビ新広島   | 広島県         |        |
|                                             |                                       | テレビ西日本   | 福岡県         |        |
|                                             |                                       | サガテレビ     | 佐賀県         |        |
|                                             |                                       | テレビ長崎     | 長崎県         |        |
|                                             |                                       | テレビ熊本     | 熊本県         |        |
|                                             |                                       | 沖縄テレビ     | 沖縄県         |        |
| 1983年7月6日 - 9月 1983年10月6日 - 10月27日 | 水曜 17:30 - 18:00 木曜 19:00 - 19:30 | 福島テレビ     | 福島県         | [ 5 ]  |
| 不明 - 1983年9月 1983年10月6日 - 10月27日   | 木曜 19:30 - 20:00 木曜 19:00 - 19:30 | 新潟総合テレビ | 新潟県         |        |
| 不明                                        | 火曜 17:30 - 18:00                    | 青森テレビ     | 青森県         |        |
|                                             | 日曜 16:30 - 17:00                    | テレビ岩手     | 岩手県         |        |
|                                             | 金曜 16:30 - 17:00                    | 山形テレビ     | 山形県         |        |
|                                             | 不明                                  | テレビ山梨     | 山梨県         |        |
|                                             |                                       | テレビ高知     | 高知県         |        |

## 前後番組
| フジテレビ系列 木曜 19:00 - 19:30 【当番組までアニメ枠】 | フジテレビ系列 木曜 19:00 - 19:30 【当番組までアニメ枠】          | フジテレビ系列 木曜 19:00 - 19:30 【当番組までアニメ枠】 |
| 前番組                                                   | 番組名                                                            | 次番組                                                   |
| -------------------------------------------------------- | ----------------------------------------------------------------- | -------------------------------------------------------- |
| スペースコブラ （1982年10月7日 - 1983年5月19日）         | ベムベムハンターこてんぐテン丸 （1983年5月26日 - 1983年10月27日） | クイズやじうまスコップ （1983年11月3日 - 1984年3月29日） |